# Alexandr Motuzenko
Alexandr Alexeyevich Motuzenko –en ruso, Александр Алексеевич Мотузенко– (Smila, URSS, 11 de julio de 1967) es un deportista soviético que compitió en piragüismo en la modalidad de aguas tranquilas. 
Representó a la Unión Soviética en los Juegos Olímpicos de Seúl 1988, obteniendo una medalla de plata en la prueba de K4 1000 m. Ganó seis medallas en el Campeonato Mundial de Piragüismo entre los años 1986 y 1990.

## Palmarés internacional
| Juegos Olímpicos   | Juegos Olímpicos     | Juegos Olímpicos  | Juegos Olímpicos |
| Año                | Lugar                | Medalla           | Evento           |
| ------------------ | -------------------- | ----------------- | ---------------- |
| 1988               | Seúl (Corea del Sur) | Medalla de plata  | K4 1000 m        |
| Campeonato Mundial |                      |                   |                  |
| Año                | Lugar                | Medalla           | Evento           |
| 1986               | Montreal (Canadá)    | Medalla de plata  | K4 500 m         |
| 1987               | Duisburgo (RFA)      | Medalla de oro    | K4 500 m         |
| 1987               | Duisburgo (RFA)      | Medalla de bronce | K4 1000 m        |
| 1989               | Plovdiv (Bulgaria)   | Medalla de oro    | K4 500 m         |
| 1990               | Poznań (Polonia)     | Medalla de oro    | K4 500 m         |
| 1990               | Poznań (Polonia)     | Medalla de plata  | K4 1000 m        |